# Line Holm Nielsen
Line Tolstrup Holm (f. Nielsen) (den 26. juli 1975) er en dansk journalist og forfatter.
Holm blev student fra Amtsgymnasiet i Hadsten i 1994; bachelor i idéhistorie ved Århus Universitet i 1999 og journalist fra Danmarks Journalisthøjskole i 2004.
Siden 2004 har hun været featureskribent på Berlingske.
I 2012 udgav hun singlen Kuppet - Historien om danmarkshistoriens største kup, der i 2013 udkom i bogform hos People's Press.
Holm modtog i 2010 Kristian Dahls Mindelegat og hun var nomineret til Cavlingprisen i både 2011 og 2012.